# قوشچی‌لار بالا
قوشچی‌لار بالا (ترکی آذربایجانی: Yuxarı Quşçular) یک منطقهٔ مسکونی در جمهوری آرتساخ است که در استان آسکران واقع شده‌است.